# Néo Petrítsi
Néo Petrítsi, en grec moderne : Νέο Πετρίτσι, est un village du dème de  Sindikí , district régional de Serrès, en Macédoine-Centrale, Grèce.
Selon le recensement de 2011, la population du village s'élève à 1 932 habitants.